# Psammotettix parvipenis
Psammotettix parvipenis är en insektsart som beskrevs av Adolf Remane 1965. Psammotettix parvipenis ingår i släktet Psammotettix och familjen dvärgstritar. Inga underarter finns listade i Catalogue of Life.